# Балет Бежара в Лозанне
Балет Мориса Бежара в Лозанне (фр. Béjart Ballet Lausanne) — швейцарская балетная труппа, базирующаяся в городе Лозанна и выступающая по всему миру.

Балет был основан в 1987 году Морисом Бежаром, известным хореографом, который ранее основал «Балет XX века» (Ballet du XXme Siècle) в Брюсселе, Бельгия. После смерти основателя в 2007 году вплоть до ноября 2021 года его художественным руководителем был танцор и хореограф Жиль Роман (Gil Roman).
Жиль Роман и его танцоры выступают по всему миру. Представления Балета заполняли залы в NHK в Токио, Государственном Кремлёвском дворце в Москве, Одеоне Герода Аттика в Афинах, Парижском Дворце конгрессов и Королевском парковом театре в Брюсселе.
С 2007 по 2021 год Жиль Роман поддерживает и развивает репертуар балета Бежара в Лозанне, в основе которого лежит творчество Мориса Бежара. Среди хореографий — «Весна священная», «Болеро», «Девятая симфония». В репертуаре также «Волшебная флейта».
Компания продолжает сохранять творчество Мориса Бежара. Такие хореографы, как Алонсо Кинг (Alonzo King), Тони Фабр (Tony Fabre), Кристоф Гарсия (Christophe Garcia), Джорджио Мадиа (Giorgio Madia), Юка Оиси (Yuka Oishi) или Хулио Арозарена (Julio Arozarena), также внесли свой вклад в творческое развитие балета Бежара в Лозанне.